# Kostel Nanebevzetí Panny Marie (Kojetín)
Kostel Nanebevzetí Panny Marie je římskokatolický chrám v městě Kojetín v okrese Přerov. Je chráněn jako kulturní památka České republiky. Jde o farní kostel farnosti Kojetín.

## Historie
Původní kostel v Kojetíně byl postaven zřejmě již v 11. století, na dnešním místě vznikl kostel v závěru století třináctého. Tento kostel byl silně poškozen roku 1643 při vpádu švédských vojsk. Poněvadž se obnova kostela protahovala, požádal patron kostela, tovačovský pán hrabě Ferdinand Julius ze Salm-Neubergu, v lednu 1687 olomouckého biskupa Karla II. z Liechtensteinu o povolení ke stavbě nového kostela. Stavba byla dokončena roku 1692.

## Popis
Kostel je dlouhý 41,7 metrů a široký i s kaplemi 24,6 metrů. Výška kostela je 18 metrů, výška dvou věží s kříži je 50 metrů. Průčelí kostela je ozdobeno barokním portálem s renesančními prvky, nad ním je umístěno osm výklenků se sochami světců.
Kostel má jednu loď hlavní a dvě vedlejší. Interiér kostela je zařízen ve stylu vídeňského klasicismu poloviny 18. století. Nachází se zde také obraz sv. Jana Křtitele z roku 1739 od neznámého italského umělce.

## Galerie

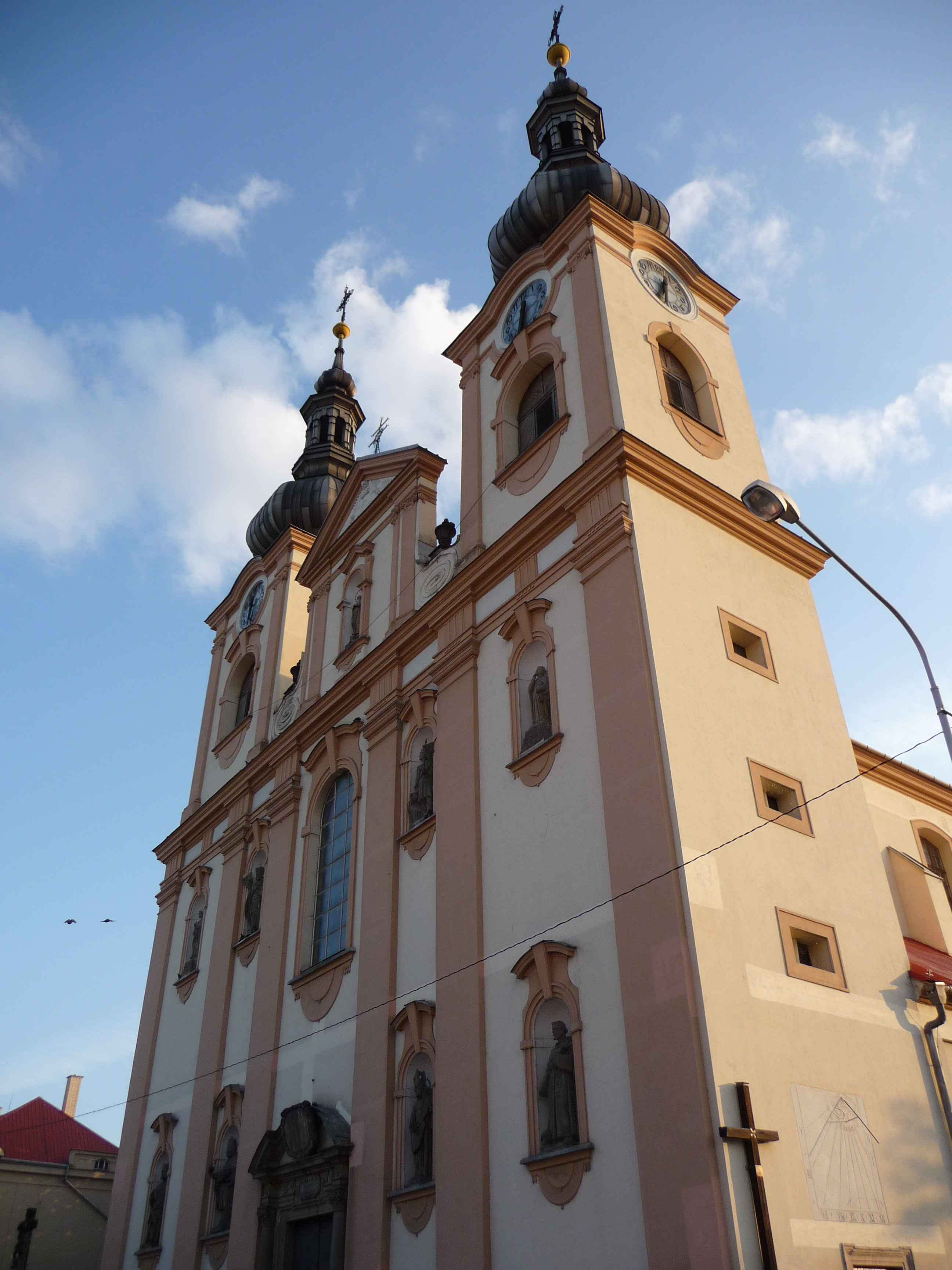
průčelí s věžemi
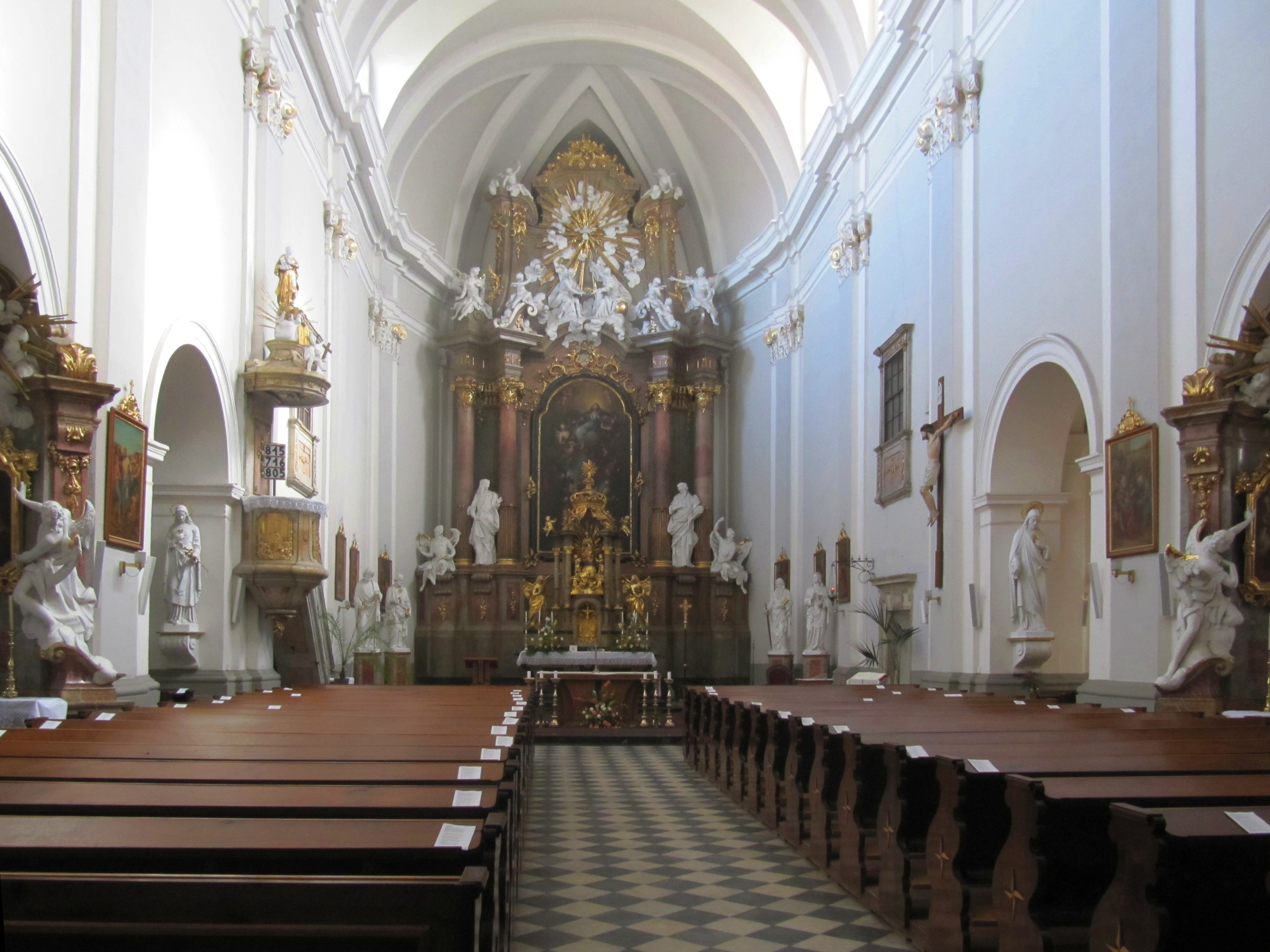
interiér kostela
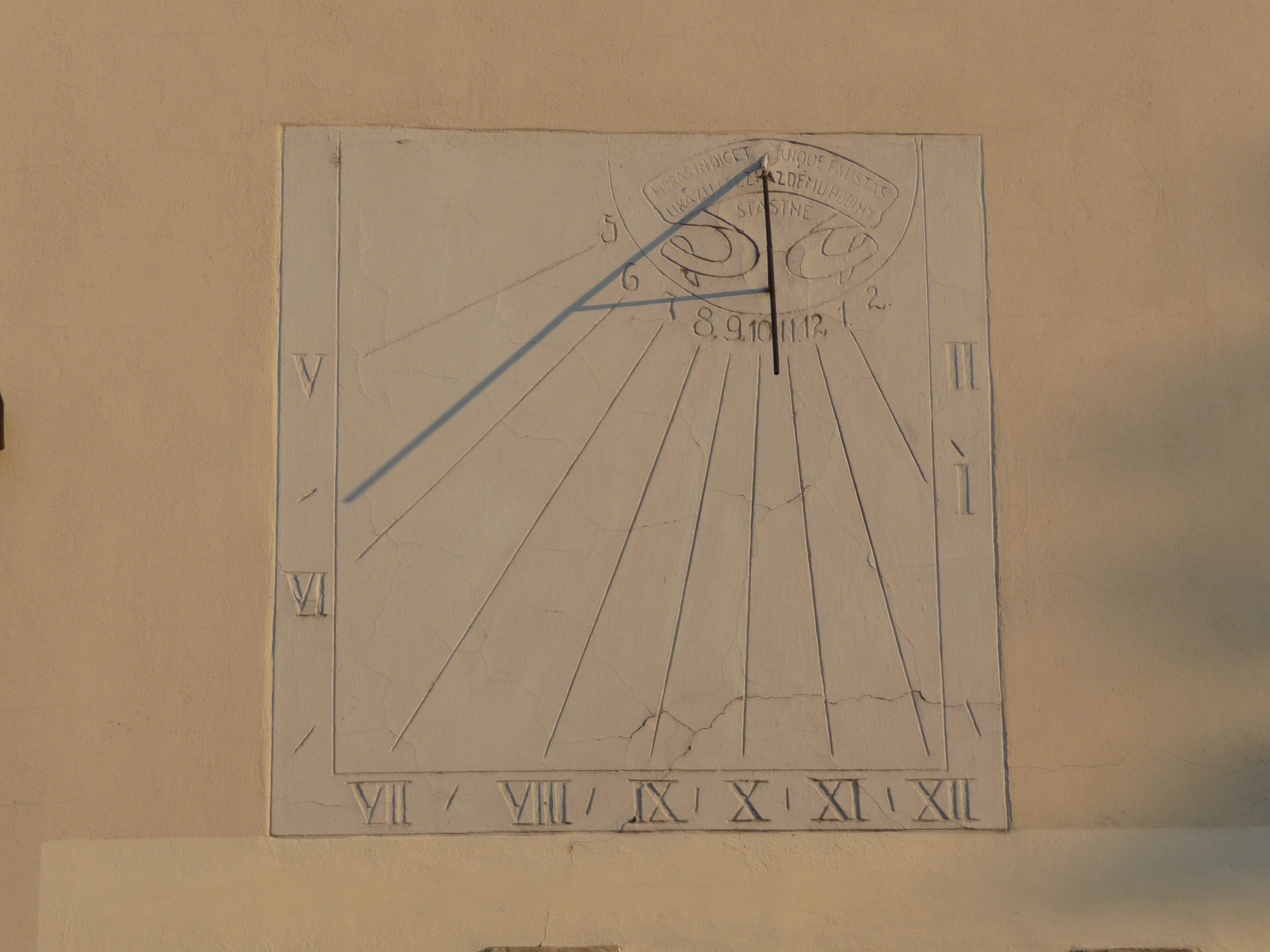
sluneční hodiny na jižní věži